# Desportivo de Castelo Branco
O Desportivo de Castelo Branco é um clube desportivo, localizado na cidade de Castelo Branco. O clube foi fundado em 1967 sendo desde 1999 oficialmente a filial N.º 3 do Boavista Futebol Clube.

## História
O Desportivo de Castelo Branco é um clube localizado na cidade de Castelo Branco. O clube foi fundado no dia 10 de Outubro 1967.
Depois de participar várias épocas no campeonato nacional da III.ª Divisão e nos campeonatos distritais, na actualidade o clube não tem equipa futebol de seniores, que terminou devido a uma crise financeira, dedicando-se apenas ás equipas das restantes categorias jovens, sendo um dos principais clube formadores da cidade.
A academia de futebol do Desportivo de Castelo Branco tem como principal objetivo desenvolver o ensino e a prática do futebol e de outras atividades desportivas, através de técnicos qualificados e da implementação de um modelo de formação integrado, abrangendo as vertentes educacionais, desportivas e sociais, visando alcançar elevados padrões de formação junto dos seus intervenientes.

## Palmarés (Seniores)
- Campeonato Distrital de Futebol: 4 (1967/68; 1969/70; 1971/72; 1976/77);
- Campeonato Distrital de Futebol 2ª Divisão: 1 (2000/01);
- Taça de Honra AFCB clubes provas nacionais: 1 (1970/71)

### Histórico em provas nacionais
|                             | N.º Presenças |
| --------------------------- | ------------- |
| Temporadas na 1.ª Liga      | 0             |
| Temporadas na 2.ª Liga      | 0             |
| Temporadas na II.ª Divisão  | 0             |
| Temporadas na III.ª Divisão | 7             |
| Taça de Portugal            | 8             |